# De boot
De boot (Duits: Das Boot) is de titel van een roman van de Duitse schrijver Lothar-Günther Buchheim, die vooral bekend werd na de verfilming door de Duitse filmregisseur Wolfgang Petersen in 1981.

Het boek verscheen in 1973 en is het eerste deel uit een trilogie. In 1974 verscheen een Nederlandse vertaling onder de titel De Boot. In 1995 verscheen het tweede deel: Die Festung, in 2002 werd de trilogie voltooid door het verschijnen van Der Abschied.

## Inhoud
De handeling speelt zich af tijdens de Tweede Wereldoorlog aan boord van de U-boot U 96, die in 1941 uit La Rochelle uitvaart voor patrouille op de Atlantische Oceaan, schepen aanvalt, via Vigo naar Gibraltar vaart, bij een poging de Middellandse Zee binnen te varen wordt getroffen en bijna voorgoed op de zeebodem blijft, en ten slotte terugkeert naar La Rochelle. Buchheim verwerkte in het boek zijn eigen ervaringen als oorlogsverslaggever. Hij schildert de naargeestige situatie aan boord met grote precisie.